# Stockholms offentliga brunnar och pumpar

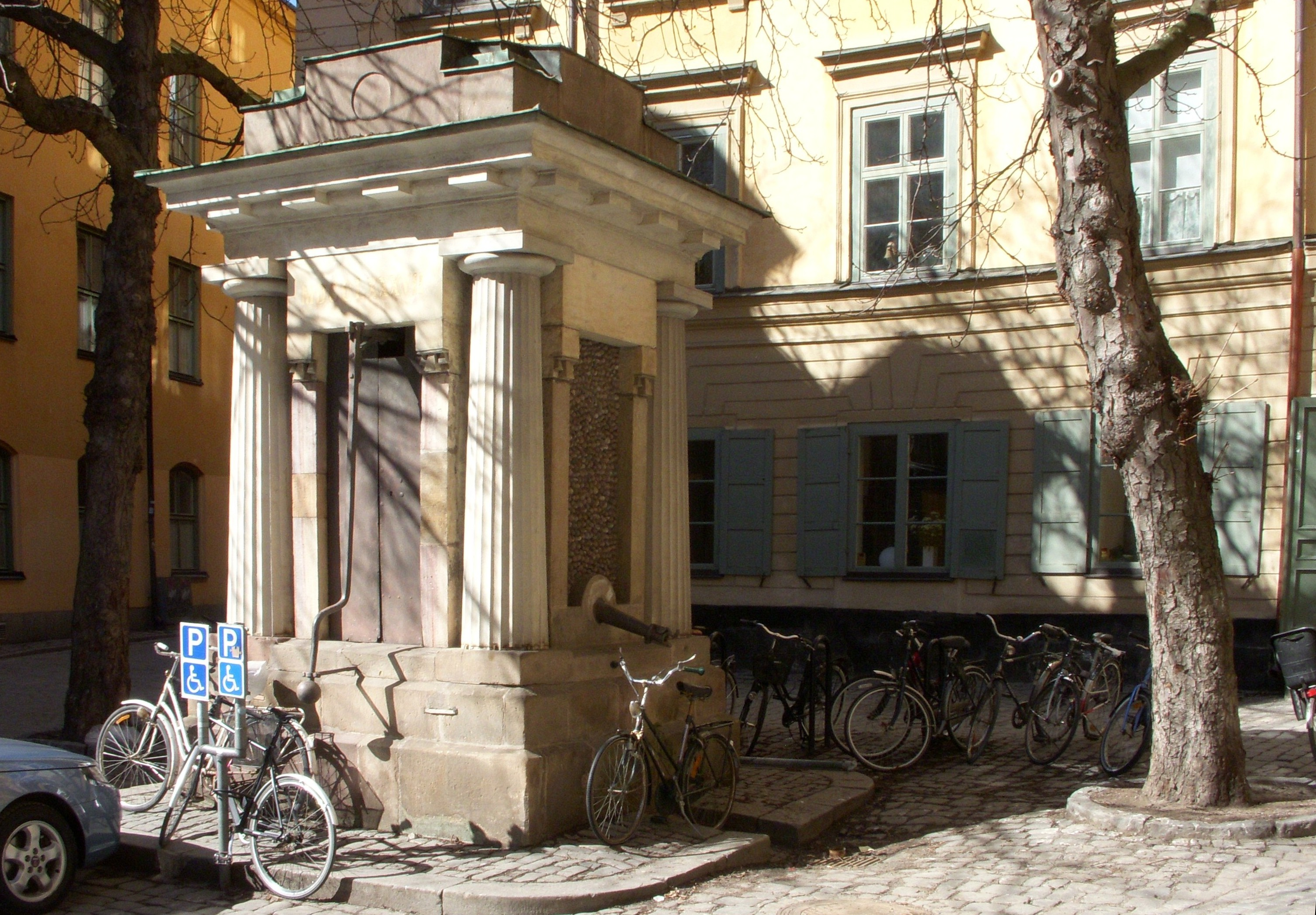
Tyska brunnen, Stockholms äldsta, kvarvarande brunn på samma plats.

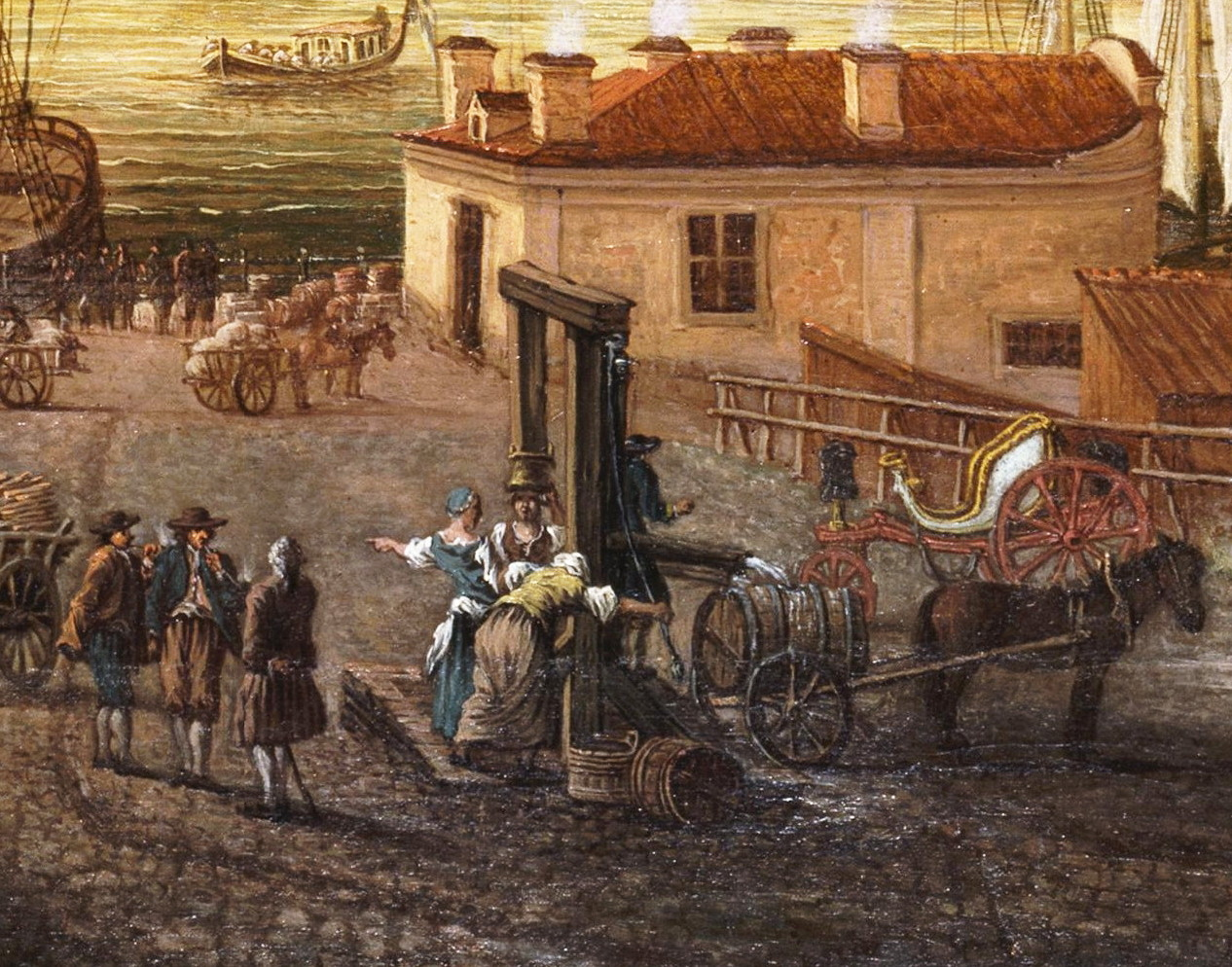
Brunnen/pumpen på Brunnsbacken 1773. Målning av Johan Sevenbom (detalj).

Stockholms offentliga brunnar och pumpar var en viktig del för stadens tidigare vattenförsörjning med dricksvatten och vatten för brandsläckning. De få offentliga brunnar och pumpar som finns i dagens Stockholm är bara en liten kvarvarande rest. På 1400-talets mitt omtalas första gången allmänningsbrunnarna. Vid 1600-talets slut fanns närmare 300 offentliga och privata brunnar i Stockholm. Stadens offentliga brunnar och pumpar var både vackra och omtyckta. Det var platser där folk kunde träffas och utbyta nyheter. År 1771 var ett 20-tal offentliga brunnar och pumpar i bruk, några av dem hade gestaltats av dåtidens kända arkitekter. I Stockholm fanns även en rad offentliga hälsokällor och surbrunnar. De höll utmärkt vattenkvalitet men låg i regel långt utanför staden och var därför opraktiska att täcka det dagliga vattenbehovet. 
Idag är bara fem historiska brunnar bevarade. Tre av dem står i Gamla stan: på Tyska brunnsplan (Tyska brunnen), på Stortorget (Stortorgsbrunnen) och på Järntorget. Den fjärde finns på Djurgårdsslätten, Södra Djurgården och den femte kallas Caisa Rultas pump belägen i Svensksundsparken på Skeppsholmen. Samtliga har sinat för länge sedan men de är ett dekorativt inslag i Stockholms stadsbild och de påminner om en svunnen epok för stadens vattenförsörjning.

## Historik

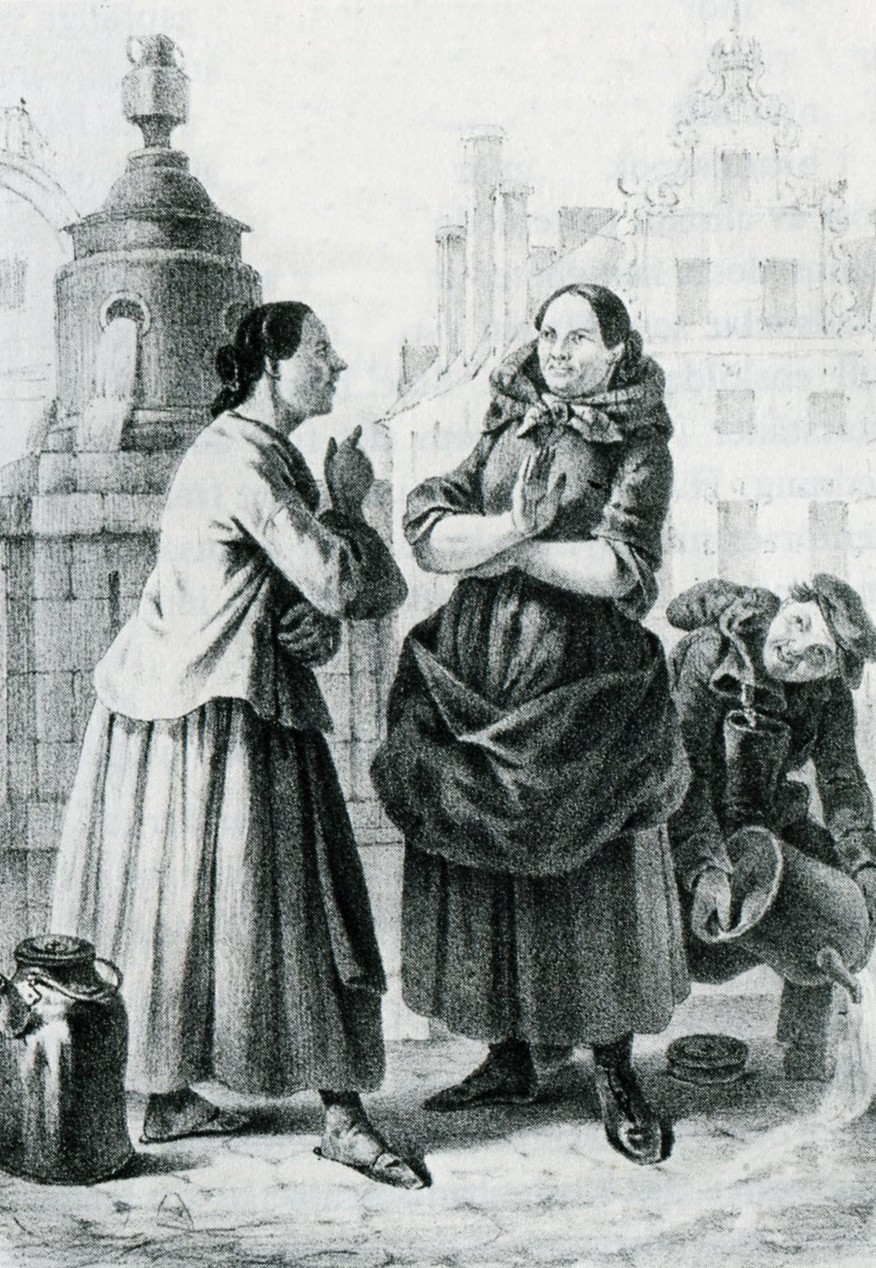
Nyheter utbyts vid Stortorgsbrunnen, 1800-tal.

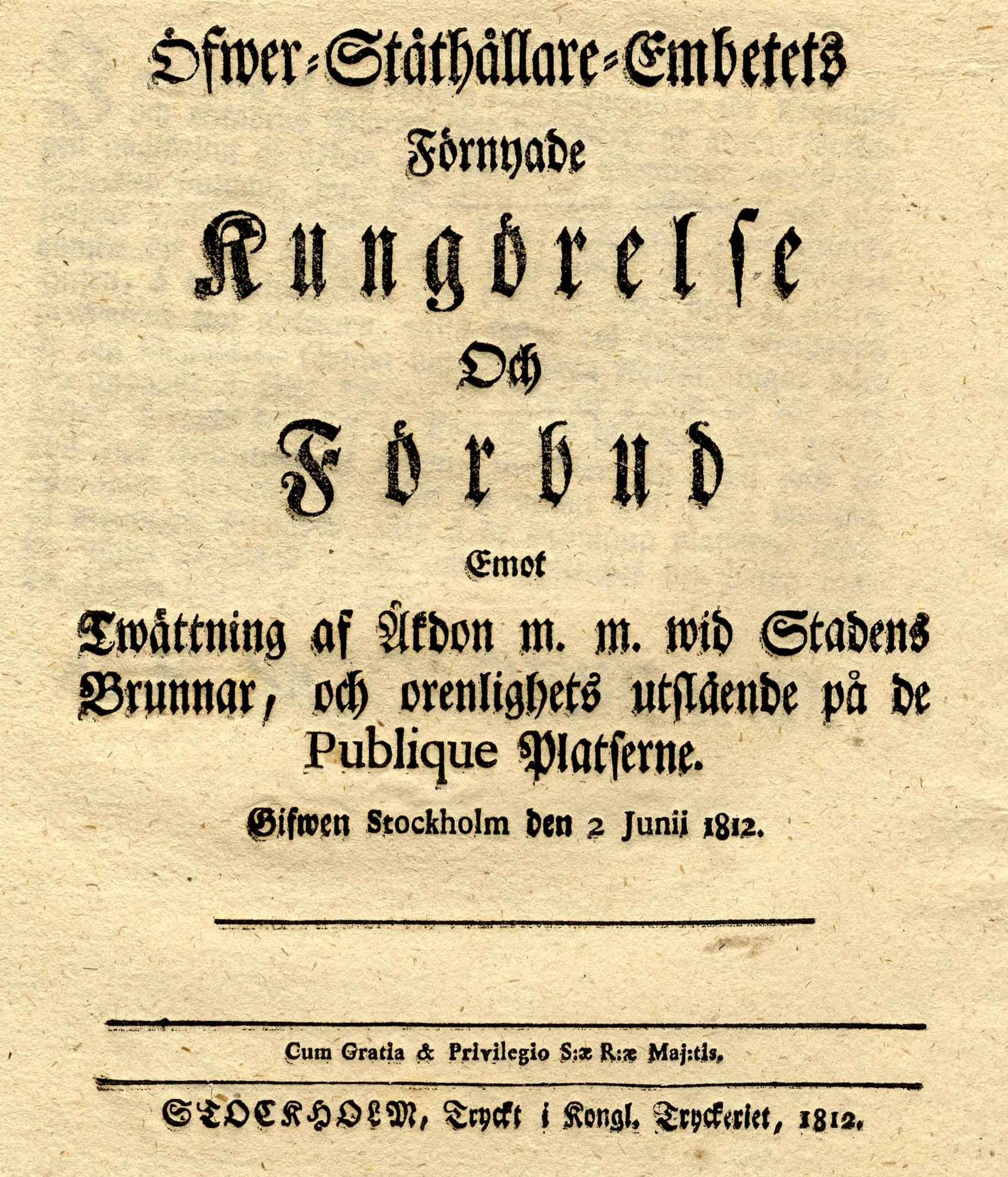
Kungörelse av den 2 juni 1812.

Sedan medeltiden var Stockholms brunnar och pumpar livsnödvändiga för befolkningens försörjning med färskt dricksvatten, om man inte ville hämta sitt vatten direkt från stadens många vattendrag. Med ökande antal boende i staden blev Stockholms vattendrag dock allt mer förorenade. En lösning blev att hämta rent vatten från brunnar och pumpar. Brunkebergsåsen förde riklig med gott vatten och det var lätt att gräva brunnar där. Det var även viktigt att brunnar och pumpar kunde användas vid släckning av eldsvådor.
De tidigast omtalade allmänningsbrunnarna fanns bland annat vid Svartmangatan (1426), Trädgårdsgatan (1441) och Brunnsgränd (1450). Brunnsgränden har fått sitt namn efter torgbrunnen som på 1400-talets mitt låg vid dåvarande Fiskartorget och fanns kvar till början av 1800-talet. Därefter placerades en brunn med brunnshus mot stödmuren för Köpmantorget. Nuvarande brunn i förlängningen av Brunnsgränden vid Österlånggatan (under Köpmantorget) har dock inget med den tidigare torgbrunnen att göra utan är en prydnadsfontän som anlades 1912 som en del av den stora skulpturen Sankt Göran och draken, en bronskopia av Sankt Göran och draken i Storkyrkan i Gamla stan.
En brunn som dyker flera gånger upp i olika handlingarna gällande tvister huruvida offentligheten skulle ha fri tillgång till den eller inte låg på 1400- och 1500-talen i kvarteret Pygmalion (Trädgårdsgatan / Trädgårdstvärgränd). Den undersöktes även vid en arkeologisk utgrävning och uppmätning 1965. Brunnen visade sig vara stenklädd, cirka 14 meter djup och numera torr. Hörnet är än idag obebyggt och utgörs av en med en hög mur kringbyggd gård.
Stadens offentliga brunnar och pumpar var både vackra och omtyckta. Det var platser där folk kunde träffas och utbyta nyheter. Vid 1600-talets slut fanns närmare 300 offentliga och privata brunnar i Stockholm. Den siffran ökade under 1700-talet. I Stockholms stadsarkiv finns hundratals teckningar och ritningar av pumphus och pumpar. Johan Eberhard Carlberg, som var stadsarkitekt i Stockholm mellan 1727 och 1772, månade både om brunnarnas och pumparnas funktion och estetik. Eller som han uttryckte det, "...till utvärtes anseende".
Namnet Tyska Brunn finns dokumenterad redan 1649 och 1728. År 1783 anlades på Tyska brunnsplan en vändplats för brandförsvarets häst och vagn, det var en bra plats att uppföra en ny brunn med två pumpar. Fyra år senare stod nuvarande "Tyska brunnen" klar, byggd efter ritningar av vice stadsarkitekt Erik Palmstedt och bekostad av Stockholms stads brandförsäkringskontor.
Carlbergs intresse låg i första hand i att brunnar och pumpar skulle fungera vid släckning av bränder. Därför inlämnades till hans kontor varje vecka rapporter angående vattentillgång och eventuella behov av reparationer eller förbättringar.  Han ritade själv en del brunnar, men det var Erik Palmstedt som formgav de flesta brunnarna och pumparna i Stockholm.
Brunnsbacken låg i västra delen av nuvarande Södermalmstorg mellan Södra stadshuset och det inte längre existerande kvarteret Järngraven. Brunnsbacken försvann i början av 1930-talet när Slussenområdet gjordes om. Namnet härrörde från den brunn som fanns här på 1600- och 1700-talen. I Holms tomtbok från 1674 är en brunn markerad utanför Södra stadshusets norra flygel. På målningen ”Utsikt från Brunnsbacken över Saltsjö” utförd av Johan Sevenbom år 1773, syns brunnen där kvinnor hämtar vatten och vattentunnan på en hästvagn fylls på. Skuggornas riktning antyder att det är en tidig sommarmorgon. 

### 1700-talets offentliga brunnar
År 1771 var följande offentliga brunnar och pumpar i bruk (stavning och antal enligt J.E. Carlberg):
- Castenhofs Brunnen (Kastenhof)
- Hötorgs Brunnen (Hötorget)
- Oxtorgs Brunnen (Oxtorgsgatan)
- Lilla Humlegårdsgatubrunnen (Humlegårdsgatan)
- Smeje Gatans Brunnen (tidigare namn för Västerlånggatan)[9]
- Wid Kongl. Myntet 2ne Pumpar (Mynttorget)
- Stortorgs brunn (Stortorgsbrunnen)
- Tyska Brunnen (Tyska brunnsplan)
- Brunnsgrändens Brunn i Staden (Brunnsgränd)
- Södermalms Torg brunn (Södermalmstorg respektive Brunnsbacken)[10]
- Wid Mariae Kyrckja på wästre sidan en Brunn (Maria Magdalena kyrka)
- På bron wid Norrmalmstorg, 2ne Pumpar (Norrmalmstorg)
- Wid Kongl. Stallet 2ne st pumpar. (Hovstallet, Helgeandsholmen)
- Wid St. Kungsholmsbroen, den stora 2. Pumpar (föregångaren till Stadshusbron)
- Barom Corps de Gardet wid Norremalmstorg, 1. Pump. (föregångaren till Gustav Adolfs torg)
- Wid Rosenbad, 1 Pump (Rosenbad)
- Wid gamla Kungsholmnsbroen, 2ne st: Pumpar (föregångaren till Blekholmsbron)
- Wid Holländare gatan på Södermalm, 2. Pumpar (föregångaren till Ölandsgatan)
- Wid Norre Tull, 2ne st Pumpar (Norrtull)
- Wid träsket, 1 brunn och 1 Pump (Träsket)
- Wid nya Hornstorget, 3ne st: Pumpar (föregångaren till Mariatorget)

Carlberg listade även ett antal brunnar som inte fungerade längre. Exempelvis "En staden tillhörig, sedan länge igenlagd brunn vid bryggare Fougels gård vid Brunnsbacken" eller "En inte färdiggrävd brunn vid tobaksspinnaren Hofvings tomt vid Drottninggatan".

### Kungörelser
Kring hanteringen och användning av offentliga brunnar utgavs även diverse kungörelser. Exempelvis släppte Överståthållarämbetet en förnyad kungörelse den 2 juni 1812, som avsåg Förbud Emot Twättning af Åkdon m.m. wid Stadens Brunnar, och orenlighets utslående på de Publique Platserne. Förordningen, som består av två sidor förbjöd tvättning av fordon, möbler och kärl vid de allmänna brunnarna. Det smutsiga vattnet rinner ned i brunnarna och gör vattnet osunt, påpekade överståthållaren.

### Historiska bilder

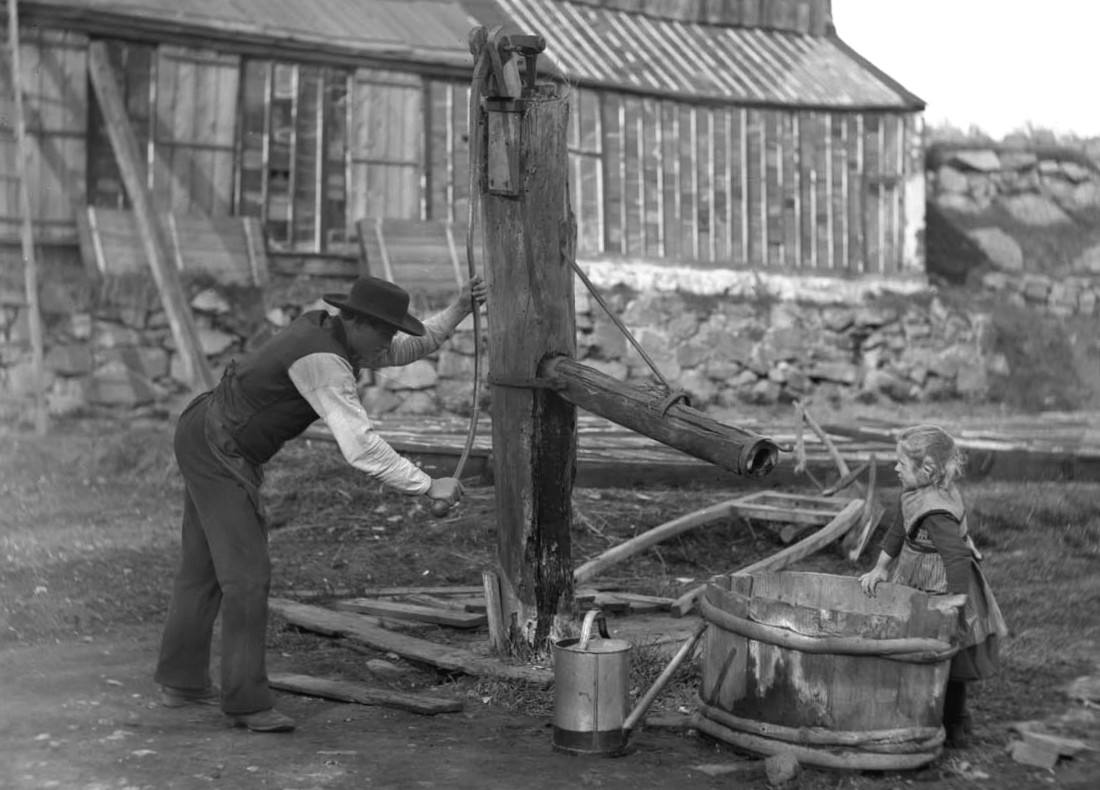
Privat brunn/pump, Eriksbergsområdet, 1880-1890.
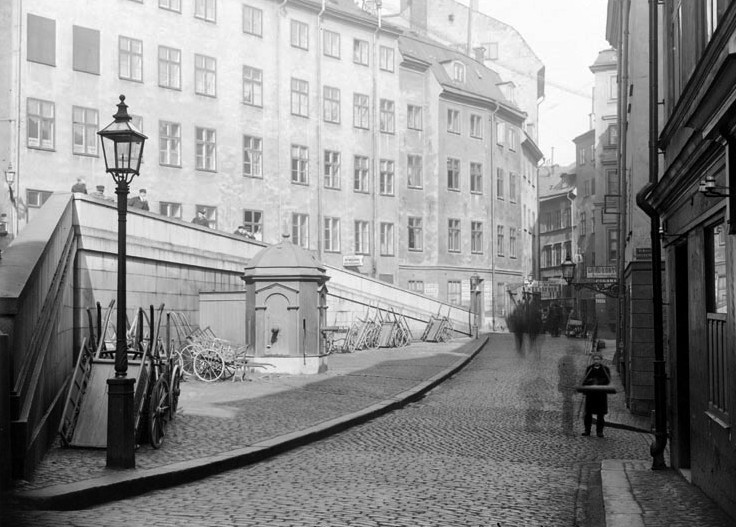
Ej längre kvarvarande brunn vid Österlånggatan / Brunnsgränd, 1896.
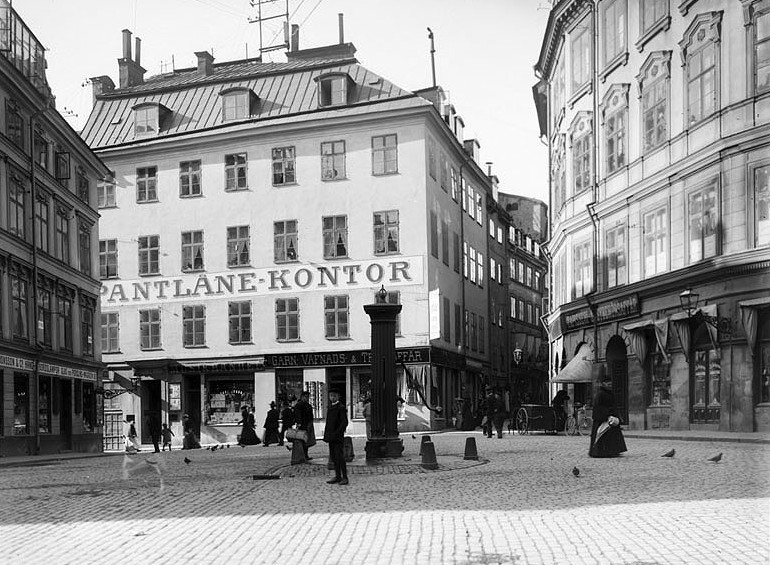
Järntorgsbrunnen på Järntorget 1902.
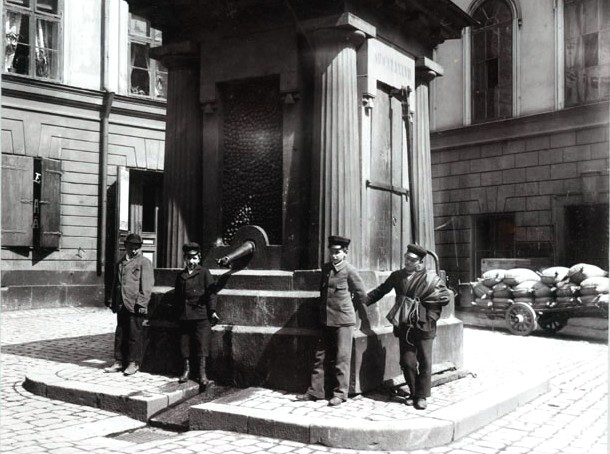
Tyska brunnen 1902.
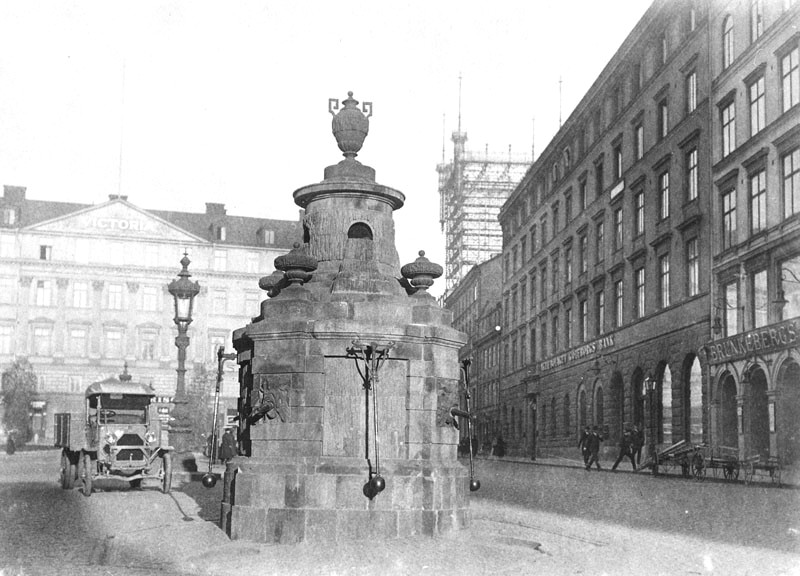
Stortorgsbrunnen på Brunkebergstorg, 1910.

## Konstruktion
Stockholms offentliga brunnar var huvudsakligen grävda och övertäckta brunnar. Öppna brunnar ur vilka man hämtade vatten med en hink i ett rep (som bruklig på landsbygden) var livsfarliga att använda i en stad som efter mörkrets inbrott var becksvart. Risken att någon skulle ramla ner i en brunn var helt enkelt för stor. Därför övertäcktes brunnsöppningen med ett lock eller man placerade en liten byggnad över brunnen. En person som uppges ha drunknad i en brunn var Cajsa Rulta. Hon gav namn åt den brunn i Svensksundsparken på Skeppsholmen, Caisa Rultas brunn eller Cais Rultas pump, som fortfarande finns kvar. På Carl Michael Bellmans tid fanns en överbyggnad över brunnen.
Mot slutet av 1500-talet började handdrivna lyftanordningar ersättas av sug- och lyftpumpar av trä, kallad pumpstock. Under 1700-talet förbättrades konstruktionen alltmer med rörliga delar i järn eller koppar. Vintertid innebar dock alltid risk att installationerna frös sönder.
Brunnsdjup på 10 till 15 meter var inte ovanliga. Stortorgsbrunnen hade en rymlig källarvåning som kunde nås via en spiraltrappa. Den grävdes ner "till ett med Mälarhorisonten svarande djup", vilket innebär cirka 14 meter. Till en början hade den "...det skönaste vatten någon stad i hela Europa kan uppvisa" men vid 1800-talets mitt sinade den och flyttades till Brunkebergstorg.
En brunn vid Oxtorget var nära 20 meter djup, det motsvarar höjden av ett sex-våningshus. Den pågående landhöjningen medförde även att brunnar sinade och måste grävas ännu djupare.

### Originalritningar

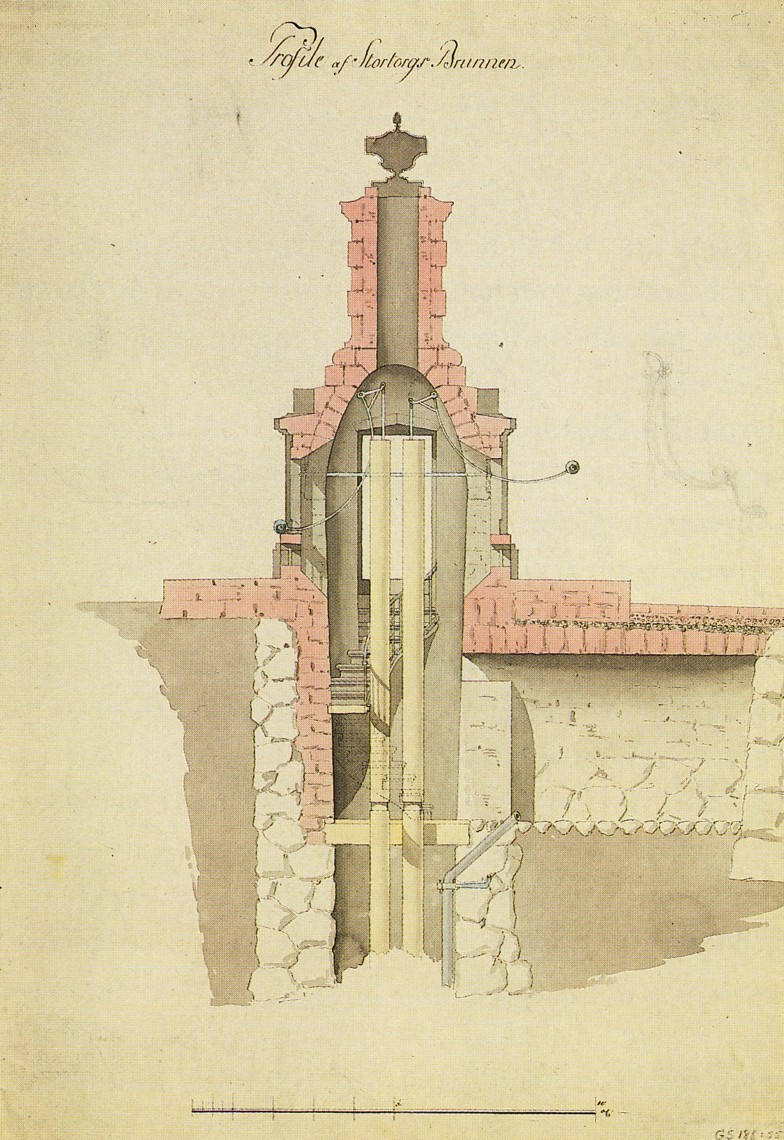
Stortorgsbrunnen, sektion. Erik Palmstedt, 1778
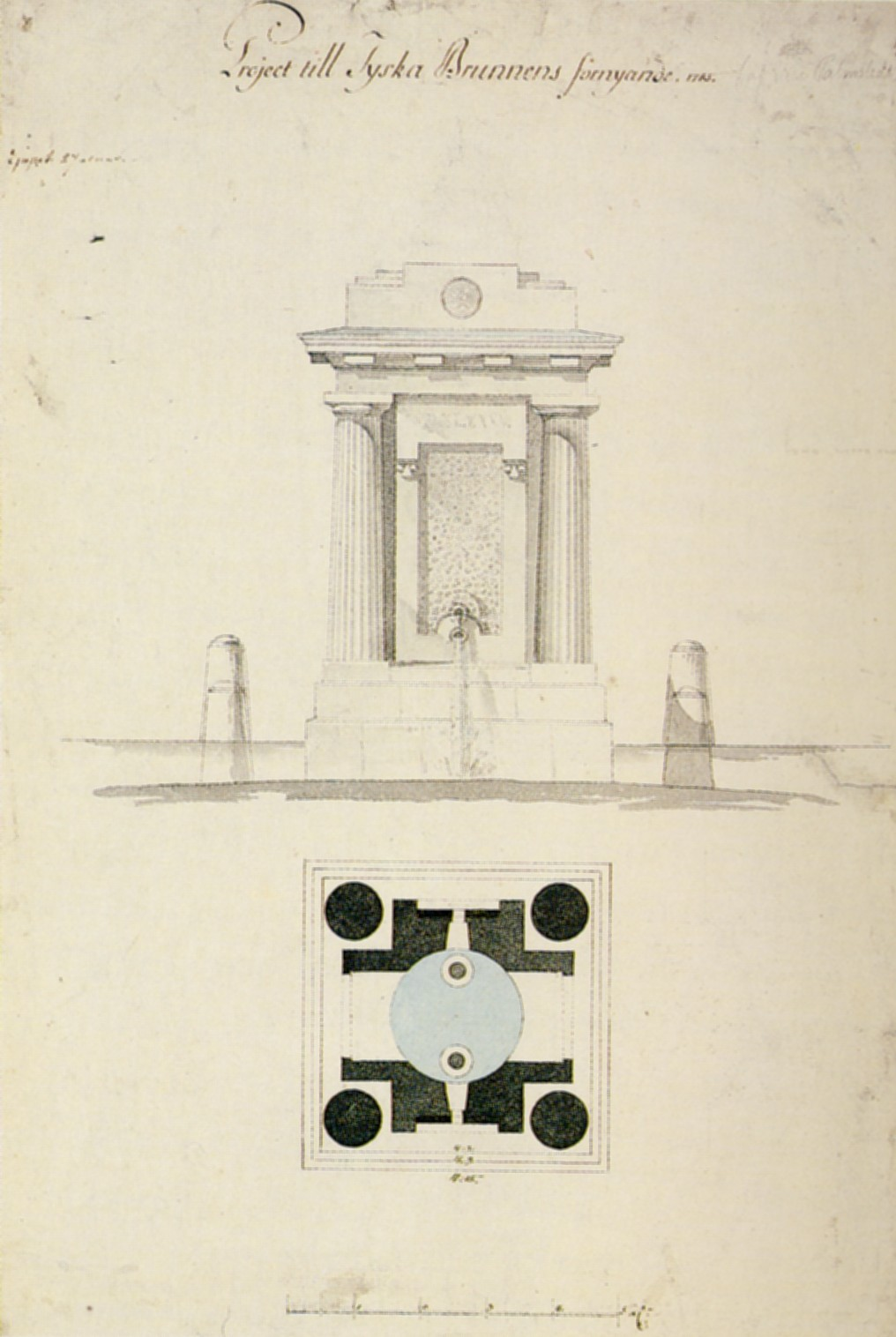
Tyska brunnen, plan och vy. Palmstedts ritning, 1785
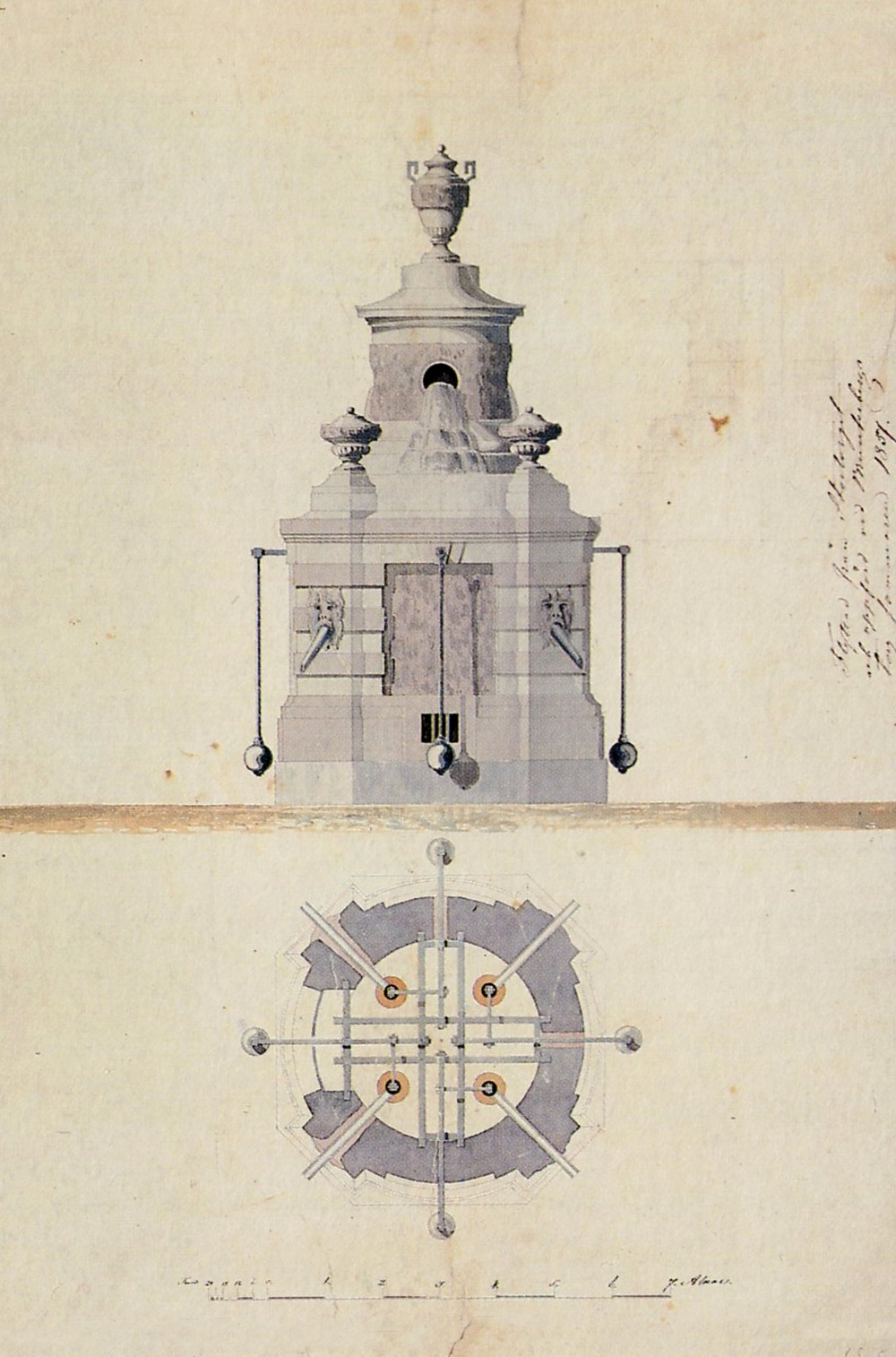
Stortorgsbrunnen innan flytten till Brunkebergstorg 1857
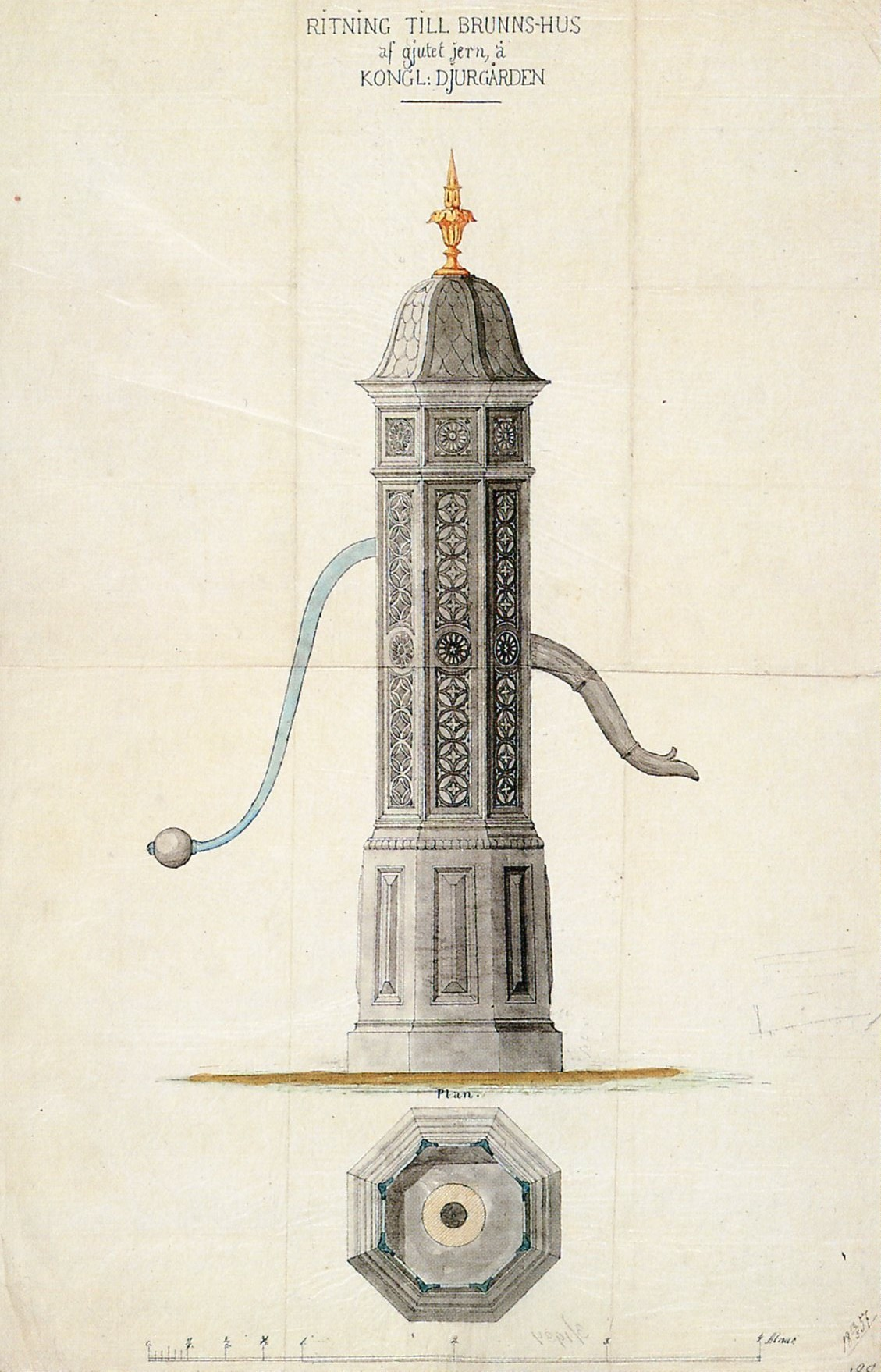
Djurgårdspumpen. Johan Fredrik Åbom, 1857

## Formgivning

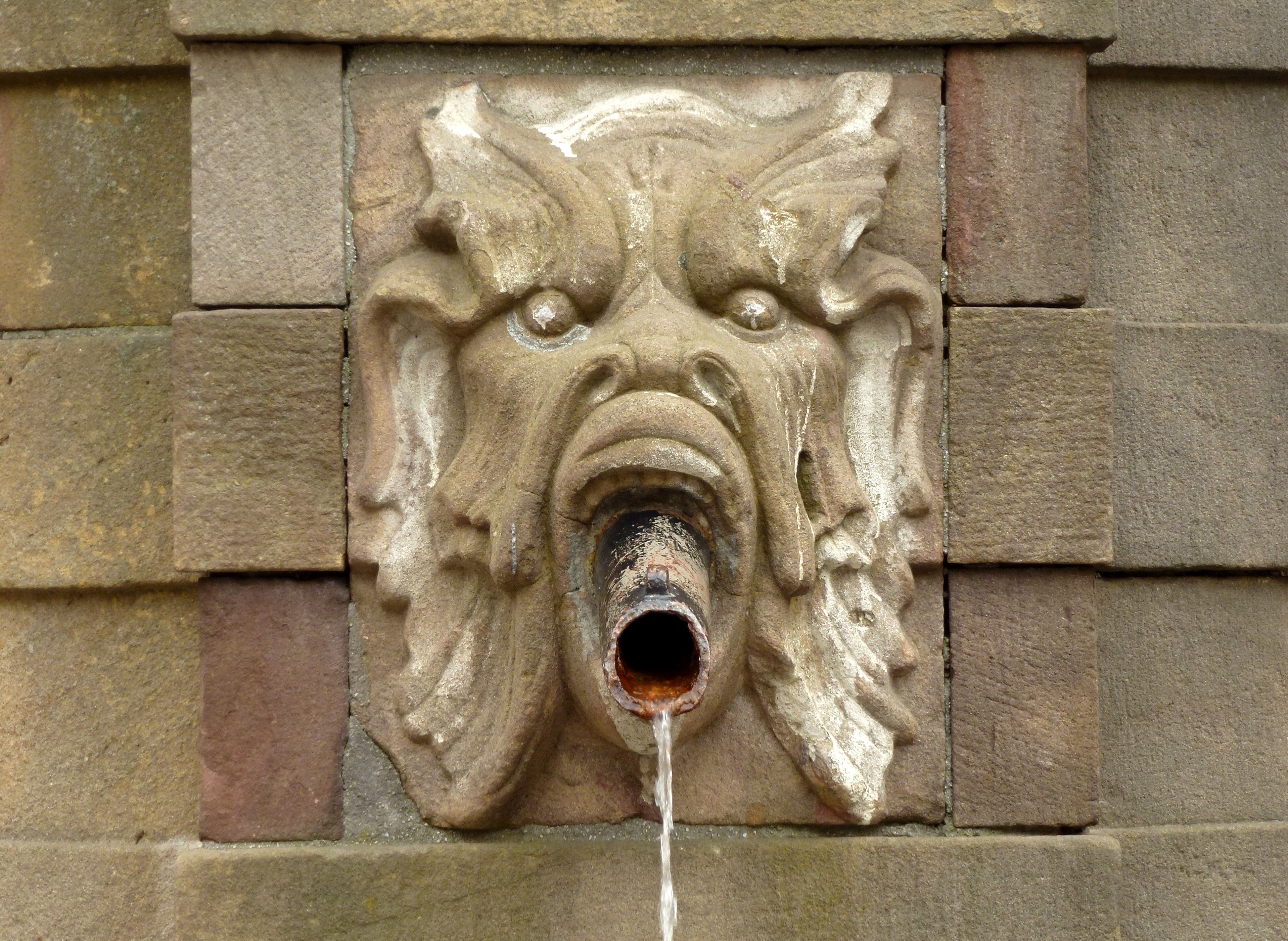
En av Stortorgsbrunnens lejonhuvuden.

För Stortorgsbrunnen producerade Erik Palmstedt ett stort antal förslag. Brunnen på Stortorget hade fyra pumpstockar och lika många vattenutkastare. Utkastarna gestaltade Palmstedt som vattenspyende lejonhuvuden, överbyggnaden smyckas av ett runt torn, där "vatten" (utfört i sandsten) flödar ur fyra hål. Alltsammans kröns av en urna. Stortorgsbrunnen skulle utöver allmänheten på torget även förse Börshuset med vatten genom en egen ledning. Brunnen är även den enda som flyttades runt i staden; den stod mellan åren 1857 och 1953 på Brunkebergstorg och hette då Brunkebergspumpen.  Sedan 2009 har Stortorgsbrunnen i jultider förvandlats till ett stånd för Stortorgets julmarknad med Kafe Mäster Olof och Tomten i brunnen. 
Även brunnshuset för Tyska brunnen på Tyska brunnsplan är formgiven av Erik Palmstedt. Den liknar ett litet tempel med fyra kolonner i dorisk ordning och var utrustad med två handpumpar. Tyska brunnen är den enda kvarvarande offentliga brunnen från 1700-talet som aldrig flyttades från sin plats. Den renoverades år 2002 av Stockholm Vatten.
Pumparna på Järntorget och på Djurgårdsslätten är gjutjärnspumpar från 1800-talet. Den sistnämnda ritades 1857 av arkitekt Johan Fredrik Åbom och göts på Bolinders Mekaniska Verkstad på Kungsholmen. Pumphuset är åttkantigt, sidorna är genombrutna av ett sirligt mönster och toppen är utformad som en liten hätta krönt av en spets, som enligt Åboms ritning var förgylld.
Pumpen på Järntorget monterades upp år 1829 och formgavs efter en engelsk modell. Den var en gåva av Rikets ständers bank. Pumpen skulle ge konsumtionsvatten såväl till allmänheten på torget som via en vattenledning även till det närbelägna Södra Bankohuset (dåvarande Riksbanken). Pumphuset liknar en grekisk kolonn i korintisk ordning.

## Hälsokällor och surbrunnar
I Stockholm fanns även en rad offentliga hälsokällor och surbrunnar. 
De höll utmärkt vattenkvalitet men låg i regel långt utanför staden och var därför opraktiska för det dagliga vattenbehovet. Här kan nämnas Ugglevikskällan i Lilljansskogen och en hälsobrunn där Adolf Fredriks kyrka nu ligger samt en surbrunn inom Sabbatsbergs ålderdomshem. På  Djurgården fanns tre brunnar, bland annat Djurgårdsbrunn vars vatten rekommenderades för allmänt bruk. Norrbrunns surbrunn hörde till de mest berömda. Den upptäcktes av kaplanen Peter Muhr vid S:t Olof, på en öde plats vid Surbrunnsgatan och var i bruk till 1767.
Vattnet transporterades även långa vägar med häst och vagn in till staden, exempelvis "Wårby-vattnet"  från Vårby källa i Fittja, som upptäcktes av läkaren Urban Hjärne och 1709 fick kungligt privilegium som surbrunn. Idag ägs källan av Spendrups Bryggerier, som har sin anläggning i närheten. Den 1 september 2007 firade Huddinge kommun källans 300-årsjubileum invid brunnshuset.

## Kvarvarande brunnar och pumpar
Att anlägga nya offentliga brunnar och pumpar blev ointressant i och med att Stockholm 1861 fick sitt första vattenverk; Skanstullsverket vid Årstaviken. Verket invigdes under närvaro av kung Oscar II med följe. På Götgatan fick de bevittna en provsprutning från en brandpost; en helt ny upplevelse. "Det var med känsla av stor tillfredsställelse man här betraktade den oavbrutet flödande vattenstrålen." 
Av alla offentliga brunnar och pumpar från 1700-talets mitt är idag bara två bevarade, men ingen ger vatten. De står på Tyska brunnsplan (Tyska brunnen) och på Stortorget (Stortorgsbrunnen), båda i Gamla stan. Från 1800-talet finns ytterligare tre pumpar kvar. Den ena utgör idag en dekorativ mittpunkt för en servering under sommartid på Järntorget, den andra kallas Götska pumpen (eller Djurgårdspumpen) och står på Djurgårdsslätten, Södra Djurgården, inte långt från Djurgårdsstaden. Här har funnits sedan gammalt en enklare pump. Den byggdes om på 1850-talet och fick då sin nygotiska överbyggnad.
Den tredje finns i östra delen av Svensksundsparken på Skeppsholmen och kallas Caisa Rultas pump. Pumpen var enda dricksvattenkällan på Skeppsholmen fram till 1871, då ön blev ansluten till det nya kommunala vattenledningsnätet och Vattentornet vid Amiralitetshuset uppfördes.
Den lilla vattenstrålen som numera under sommartid rinner ur Stortorgsbrunnen och Tyska brunnen skall ge sken av att de fortfarande fungerar men vattnet kommer från Stockholms vattenledningsnät.

### Nutida bilder
Samtliga fem kvarvarande historiska och offentliga brunnar i Stockholm.

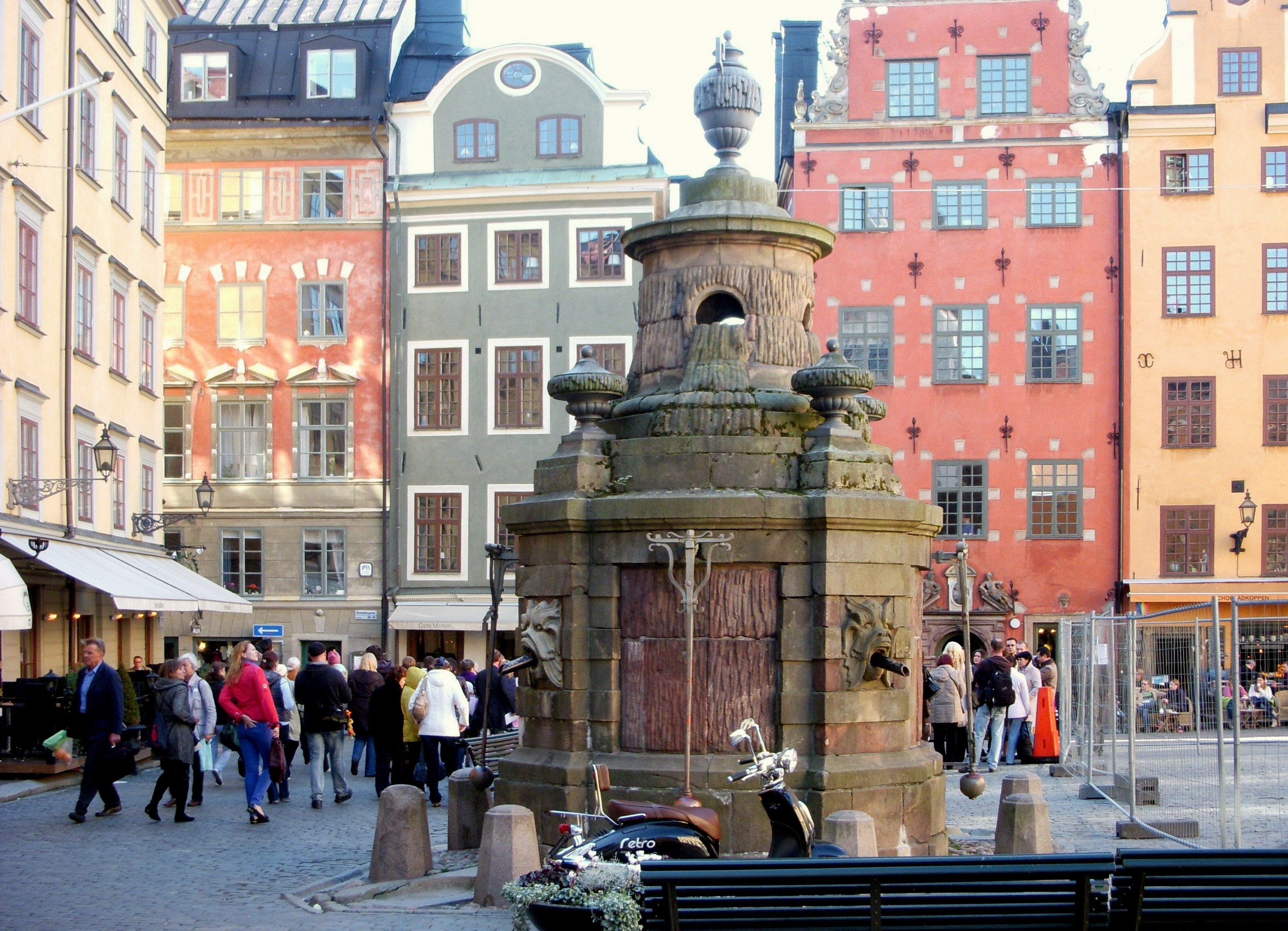
Stortorgsbrunnen
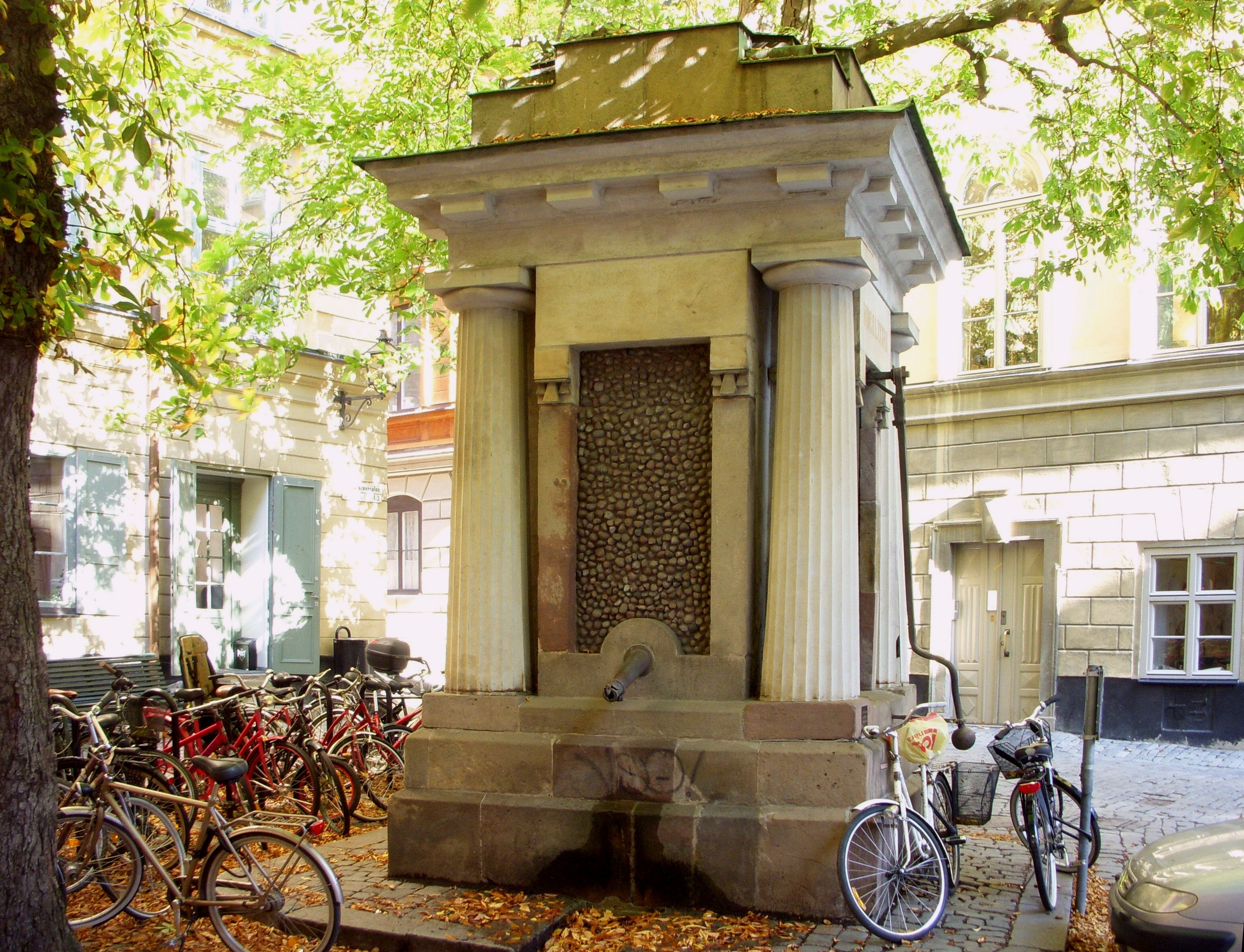
Tyska brunnen
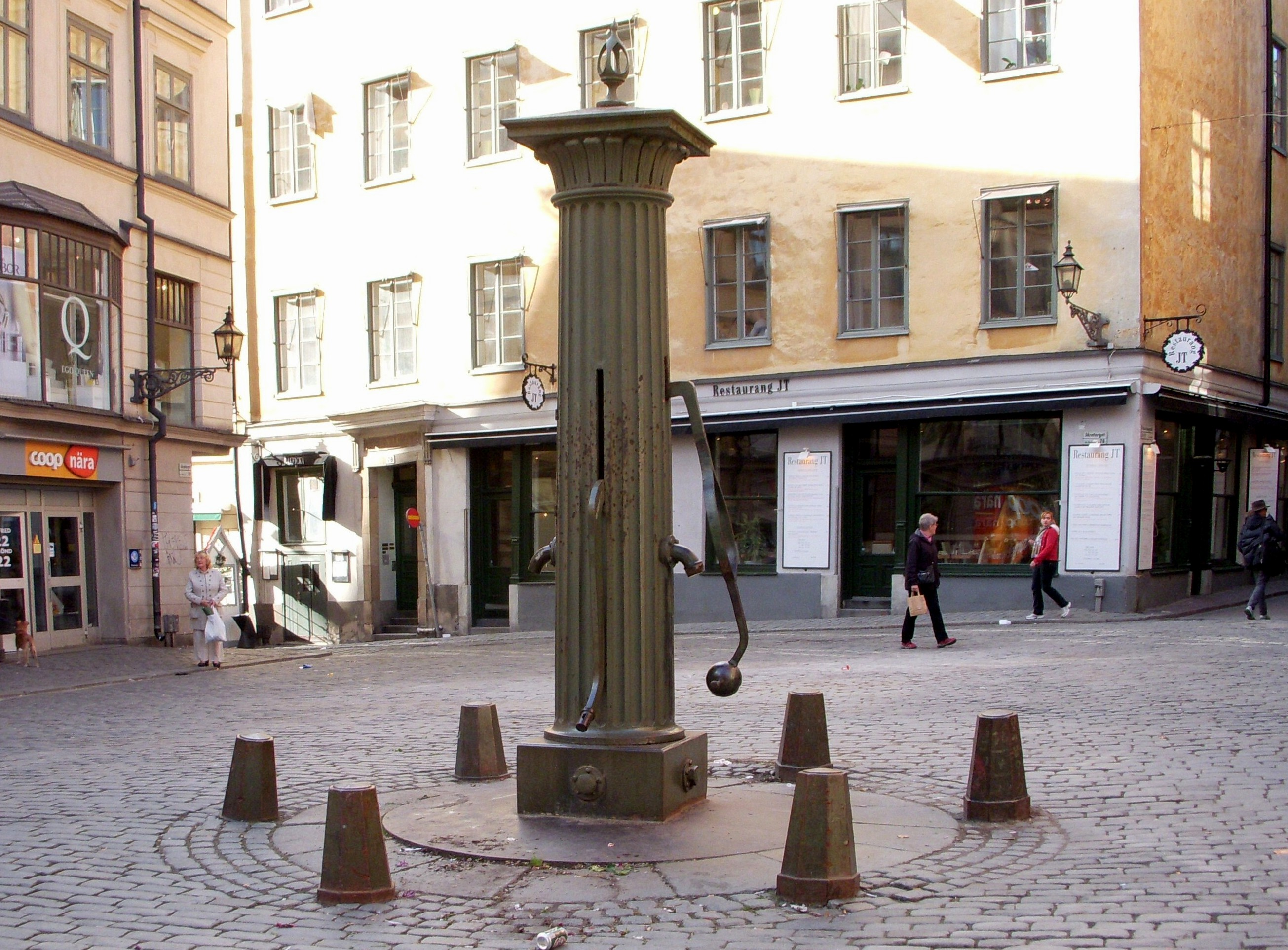
Järntorgspumpen
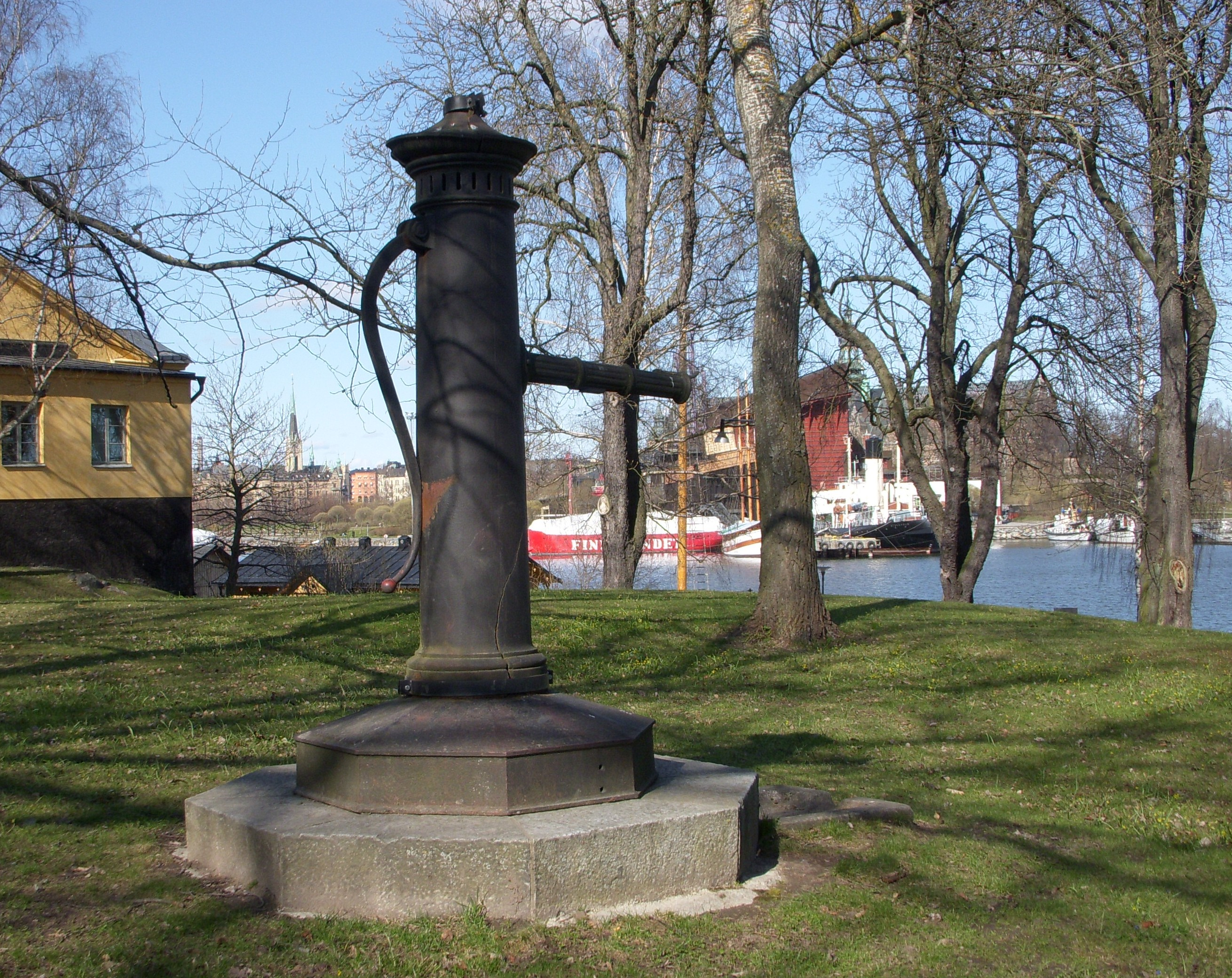
Caisa Rultas pump
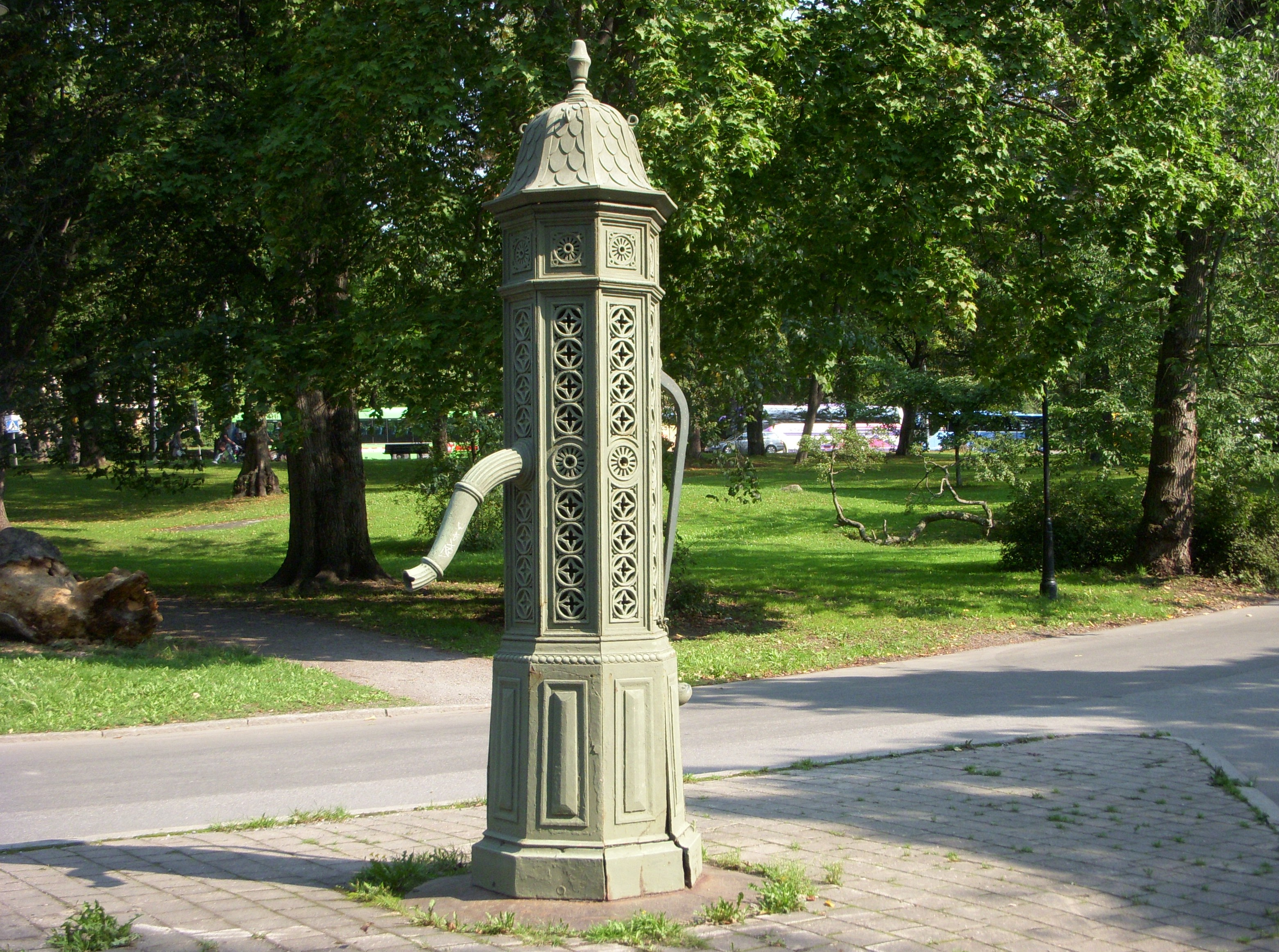
Götska pumpen

### Detaljer

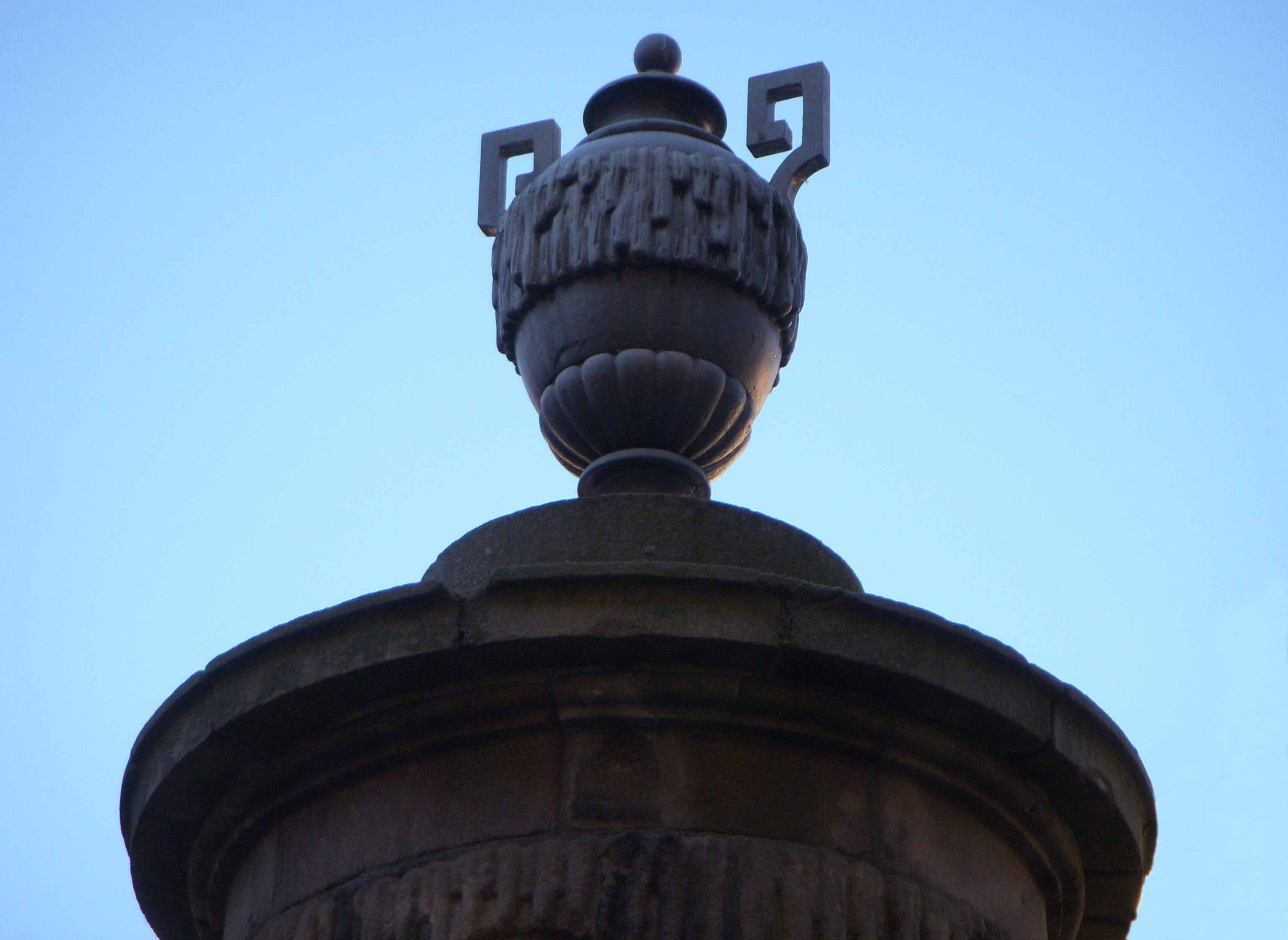
Stortorgsbrunnens urna
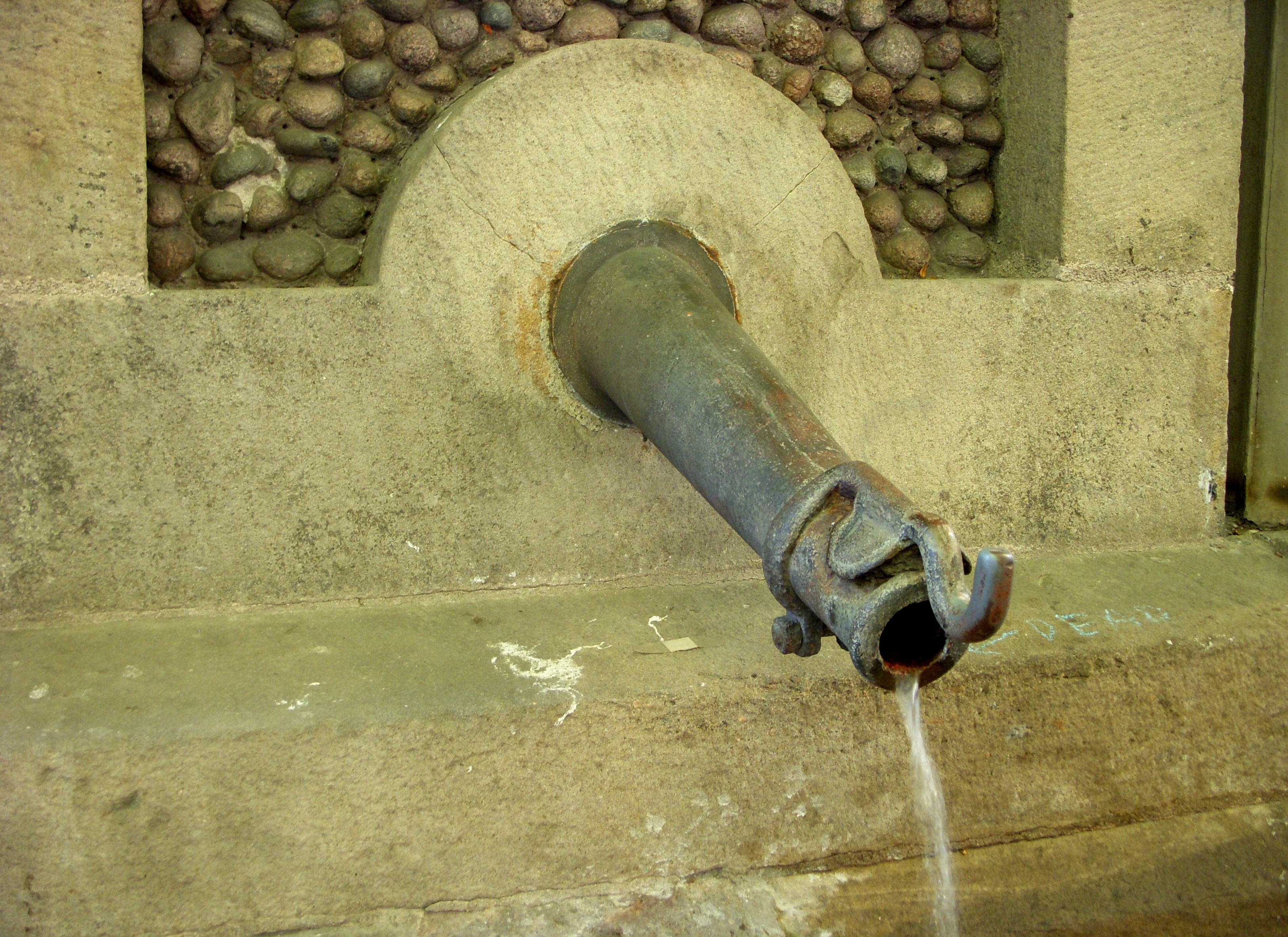
Tyska brunnens utlopp
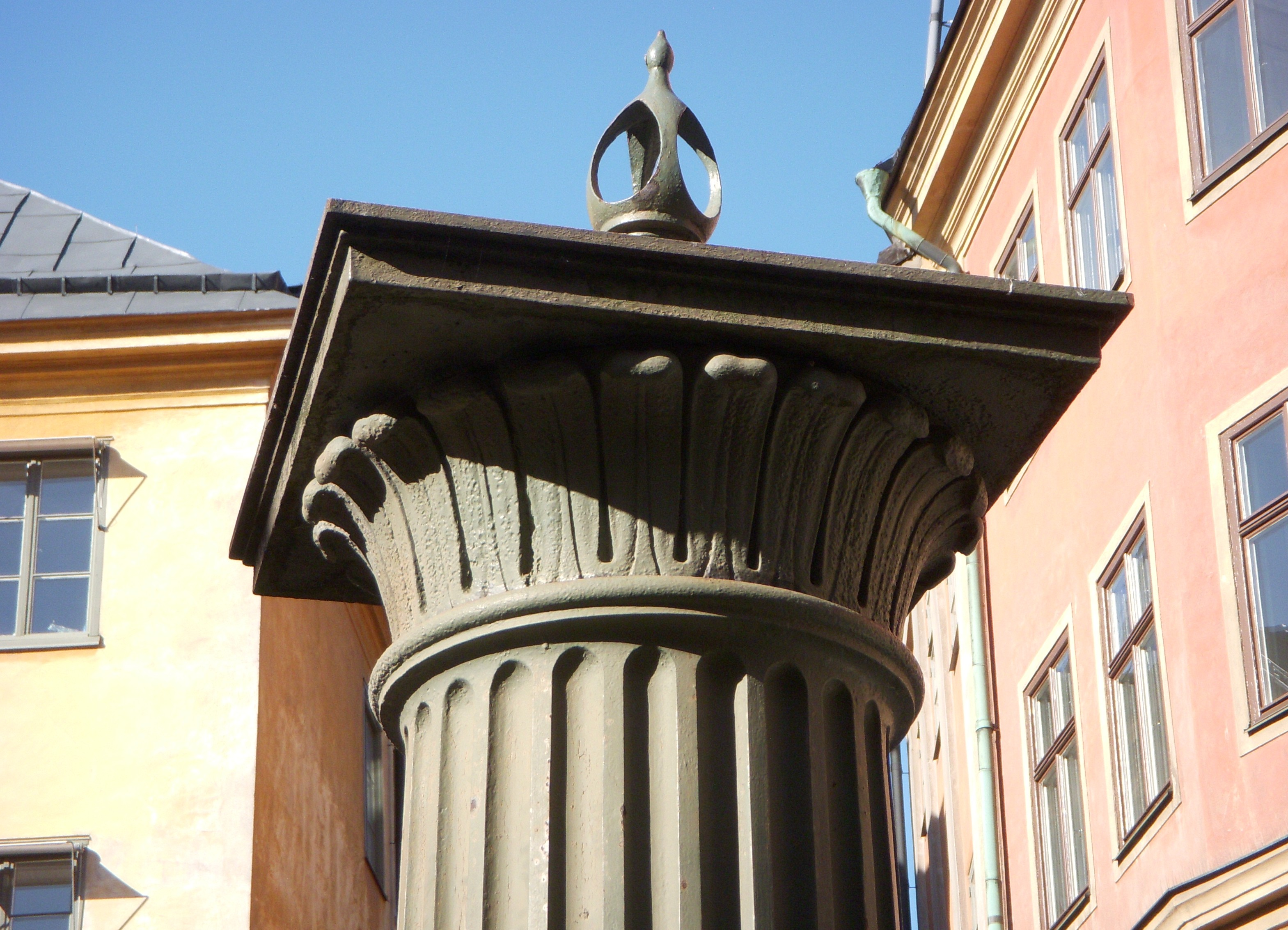
Järntorgspumpens kapitäl
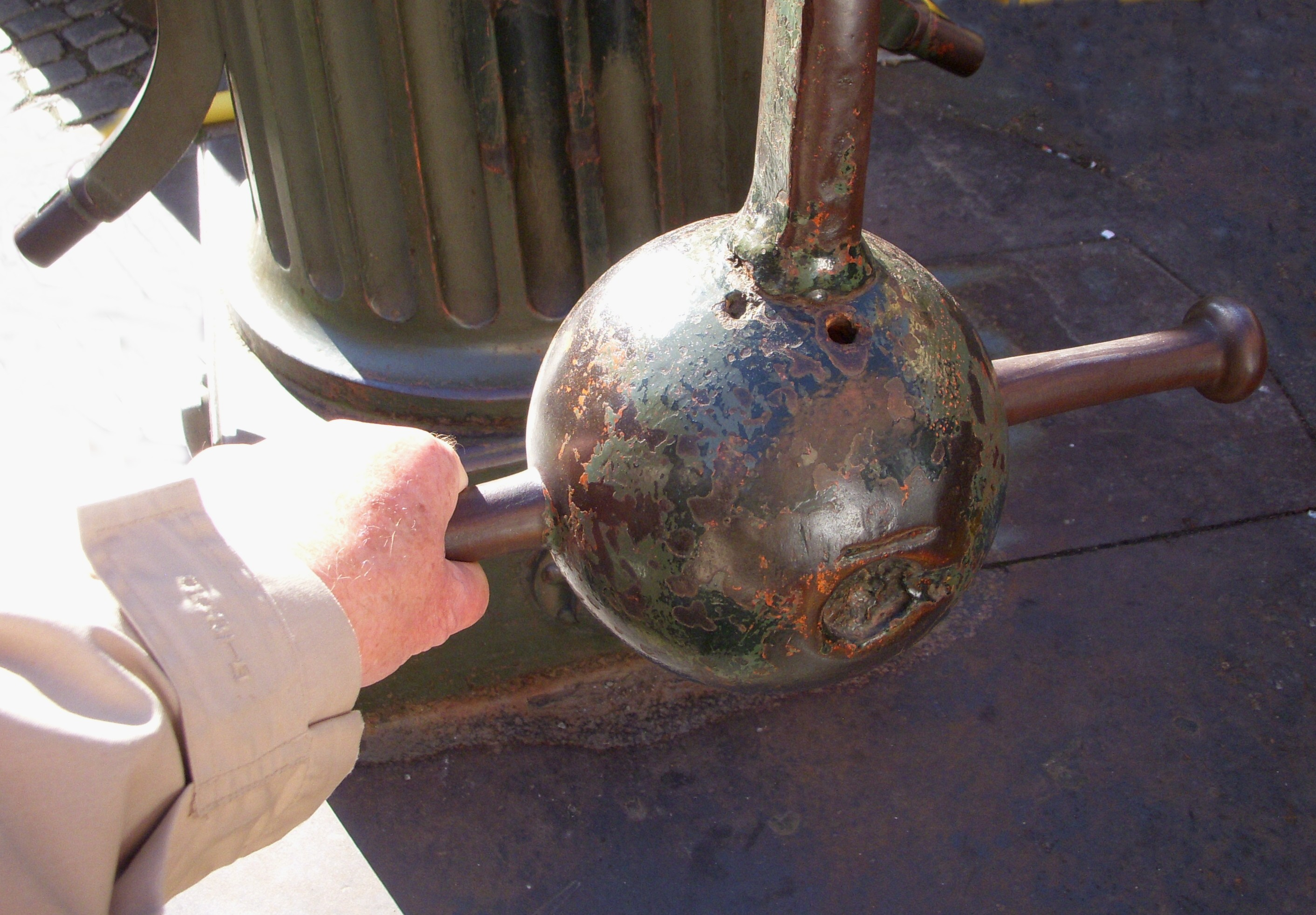
Järntorgspumpens handtag
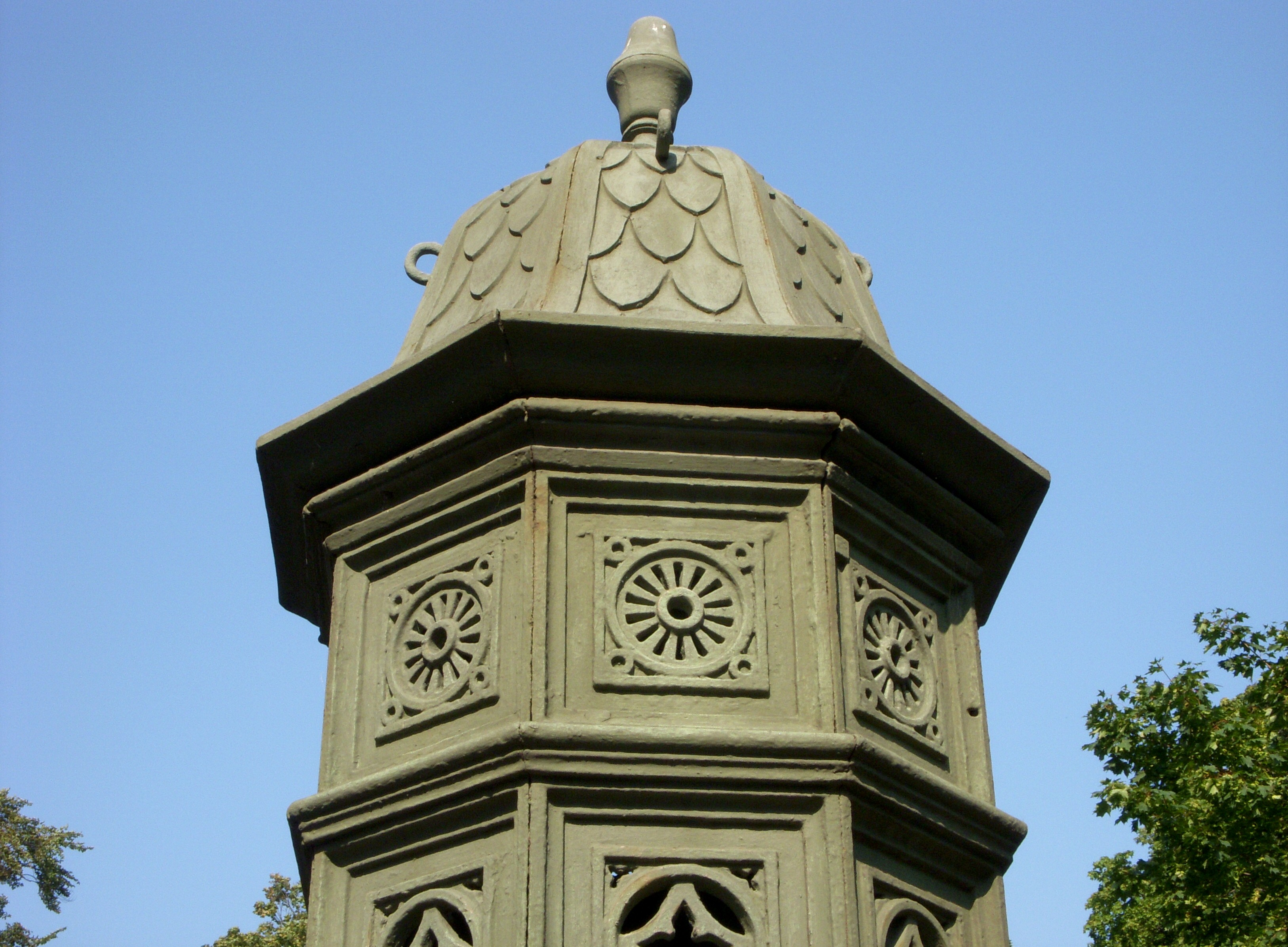
Götska pumpens topp